# Walter Kaufmann
Walter Arnold Kaufmann (Freiburg, 1 de julho de 1921 – Princeton, 4 de setembro de 1980) foi um filósofo, poeta e um renomado tradutor alemão. Nasceu na Alemanha e veio para a América em 1939.
Um autor prolífico, escreveu extensivamente sobre uma ampla gama de assuntos, tais como autenticidade e morte, filosofia moral e existencialismo, teísmo e ateísmo, cristianismo e judaísmo, bem como filosofia e literatura.
Traduziu as obras do filósofo Nietzsche. Ele serviu por mais de 30 anos como professor na Universidade de Princeton.

## Biografia
Walter Kaufmann nasceu em Breisgau, em 1921. Kaufmann foi criado como luterano. Aos 11 anos, descobrindo que não acreditava nem na Trindade nem na divindade de Jesus, converteu-se ao judaísmo. Frequentou o Williams College, onde se formou em 1941, e depois foi para Harvard, onde obteve um mestrado em Filosofia em 1942. Após o serviço militar na Europa durante a Segunda Guerra Mundial, retornou a Harvard, recebendo seu doutorado em 1947. Ingressou no Departamento de Filosofia da Universidade de Princeton no outono daquele ano, que permaneceu sua base acadêmica até sua morte prematura, com apenas 59 anos, de uma doença misteriosa que aparentemente contraiu durante uma viagem ao Egito e à África.

## Trabalho filosófico
Em um artigo de 1959 na Harper's Magazine, ele rejeitou sumariamente todos os valores e práticas religiosas, especialmente o protestantismo liberal da Europa continental que começou com Schleiermacher e culminou nos escritos de Paul Tillich e Rudolf Bultmann. Em seu lugar, ele elogiou moralistas como os profetas bíblicos, Buda e Sócrates.
Em seu livro 'O Tempo é um Artista', Kaufmann alertou para a importância de deixar no passado aquilo que não tem mais vitalidade, mas conhecer o que é raiz do presente:
| “ | A ideia de que somente é belo o que é jovem e novo envenena nossas relações com o passado e com o nosso próprio futuro. A ideia de que somente é belo o que é jovem e novo nos impede de compreender as nossas raízes e as maiores obras de nossa cultura e das outras culturas. A ideia de que somente é belo o que é jovem e novo nos faz recear o que está à nossa frente e não entendemos, e leva muita gente a fugir da realidade. | ” |

## Obra selecionada
- KAUFMANN, Walter: Nietzsche: Philosopher, Psychologist, Antichrist. New Jersey, Princeton University Press, Princeton, 1974.